# ZAL Bahía de Algeciras

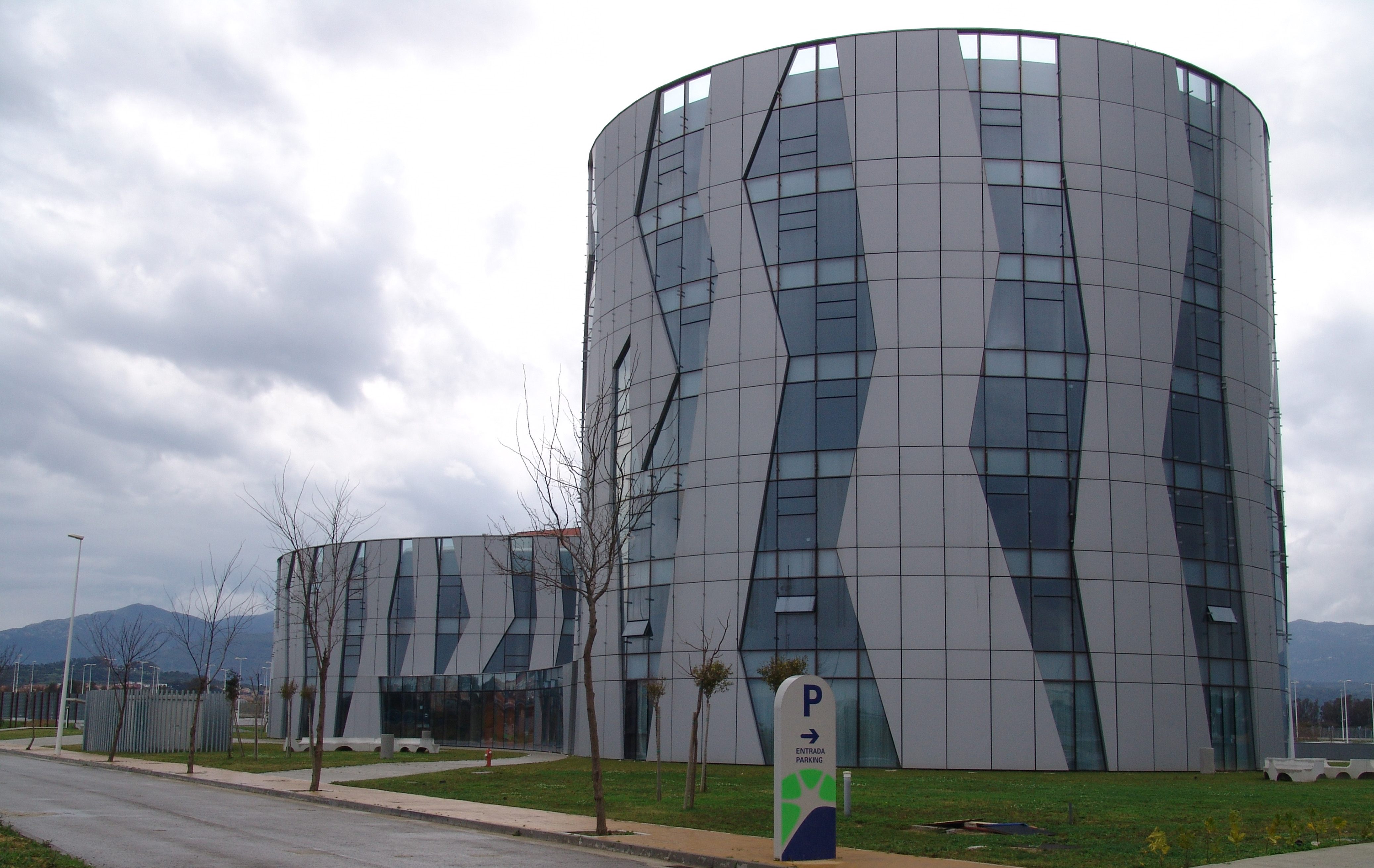
Edificios del Sector 1-El Fresno/Los Barrios

La ZAL Bahía de Algeciras es una zona de actividades logísticas situada en las localidades de Los Barrios y San Roque, en el Campo de Gibraltar. Está promovida por sus ayuntamientos, la agencia pública de puertos de Andalucía y la autoridad portuaria de la Bahía de Algeciras.
El objetivo de este nudo logístico es el de es el de situarse como el centro logístico de referencia del sur de Europa, debido a su situación geográfica de frontera entre el mar mediterráneo y el atlántico, entre África y Europa y como consecuencia del alto tráfico marítimo que el puerto de la bahía desarrolla.

## Distribución
La distribución de esta área se divide en 4 sectores:

### Sector 1 - El Fresno/Los Barrios[4]
Consta de 41 hectáreas destinadas a las funciones para la dirección y gestión logísticas de todo el nudo. La situación geográfica se encuentra en la confluencia de la autovía A-381 (que da comienzo en Los Barrios y une el Campo de Gibraltar con Jerez y Sevilla) y la del mediterráneo, que da comienzo en Algeciras hasta Barcelona)

### Sector 2 –Guadarranque(San Roque)[5]
Consta de 125 hectáreas situadas destinadas a la transformación y distribución integrada de mercancías internacional. Para ello, se sitúa junto a la línea férrea Algeciras – Bobadilla – Madrid y próximamente con el corredor del mediterráneo. 

### Sector 3 y 4 –Los Barrios
Constan de 132 hectáreas destinadas como centro integrado de servicios, parque multifuncional industrial y zona dotacional. La situación geográfica es la misma del sector 1.

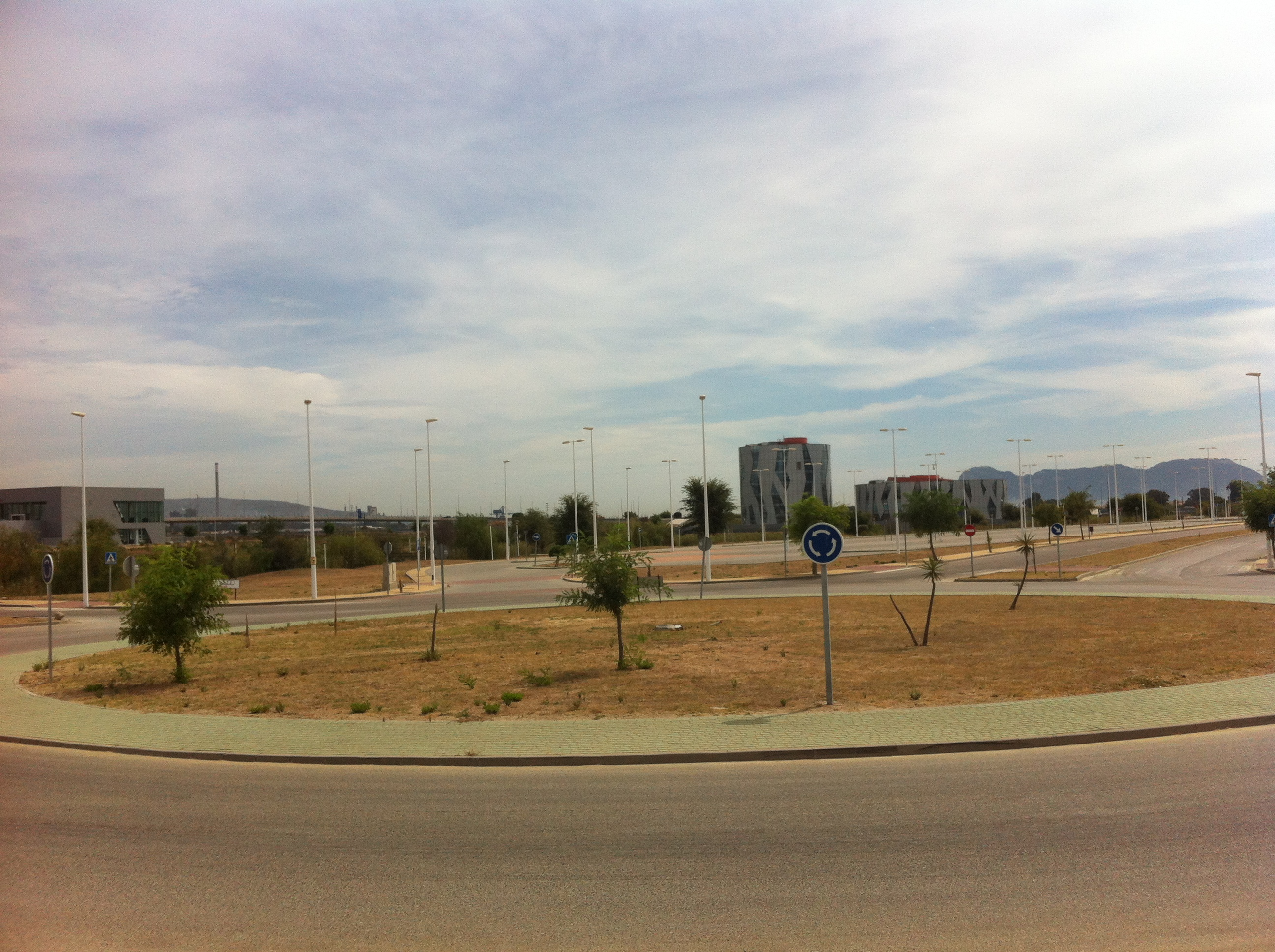
Sector 1 El fresno/Los Barrios.

## Conexiones
La conexión del centro logístico es de carácter intermodal. Por carretera está conectado con la autovía A-7, que recorre el mediterráneo, la A-381, que le permite conectarla con la capital regional y nacional del país. Desde la perspectiva ferroviaria, lo está con la línea férrea Bobadilla-Algeciras y lo estará con el corredor mediterráneo. Y se ha de señalar que en el mismo territorio se encuentra el aeropuerto de Gibraltar y a 1h por carretera el aeropuerto internacional de Málaga y el de Jerez, que dotan a este centro logístico como una oportunidad para la integración empresarial a los mercados comunitarios e internacionales. 
En este sentido, cualquier mercancía situada en este espacio puede estar estacionada durante un tiempo, ser enviada por vía marítima, por carretera o aviación a cualquier parte del mundo.

## Otros servicios
De forma anexa, también dispone de servicios comunes necesarios como los relacionado con la vigilancia y seguridad, fibra óptica y equipos informáticos, servicios administrativos. Además, incluye en su Centro de Servicios del Fresno espacios para oficinas, hoteles, garajes, aparcamiento de vehículos pesados con los servicios correspondientes, locales de exposición y venta de vehículos, de reparación, restauración y equipamientos docentes, asistenciales, deportivos y socioculturales.